# Juventud Italiana
El Juventud Italiana es un equipo de fútbol profesional de Manta, Provincia de Manabí, Ecuador. Llegó a participar de los Campeonatos Nacionales de 1964 y 1971. Actualmente juega en la Segunda Categoría de Ecuador.
Está afiliado a la Asociación de Fútbol No Amateur de Manabí.

## Historia
Corría en Manta el año 1960 y la fiebre del fútbol se mezclaba entre El Astillero, Tarqui, Manta, Malecón, Barrio Córdova, La Ensenadita, El Muelle y sus playones y el tradicional Hospital de la calle García Moreno, con el sonado pregón de los clubes y equipos que ya daban “guerra” en la cancha del “5 de Junio” o en cualquier espacio de terreno que intentaba simular un gran estadio que aún no tenía Manta. (Mientras tanto, se “cocinaba” la idea de construir dicho estadio con materiales, carretillas, palas, picos, volquetas, hombros, manos, sudor, hambre, sed y hasta sangre de esos heroicos “peones voluntarios” de toda la edad y condición social, que pusieron con sello propio el ejemplo al mundo de cómo se forma una sociedad con altura y casta como la que constituye Manta).
América, Estibadores Navales, River Plate y INECEL obligaron a nacer y crecer a Juventud Italiana por el simple hecho de tener plantillas numerosas que obligaban a marginar o quitar de sus listas de “buena fe” a muchos aspirantes al fútbol de Manta, que ya estaba en plena vigencia cuando se cruzaban los meses del año 1960.
Los jóvenes “no tomados en cuenta” por los equipos mencionados, optaron por reclutarse entre sí formando un grupo que buscaba y buscaba un patrocinador que tenga vínculos sociales y deportivos con los dirigentes que sobresalían en aquella época: Raúl Delgado, Octavio Villacis y Alejandro Paz (la misma trilogía que el 27 de septiembre de 1962, formando un tradicional cuarteto con Pedro Balda Cucalón a la cabeza, dio vida a la Asociación de Fútbol No Amateur de Manabí, naciendo en ese entonces, ni antes ni después, el fútbol profesional de Manabí con Manta como su sede fundadora y eterna). 
¿Por dónde andaban los futbolistas rechazados de los otros tres equipos? Dando vueltas y vueltas por el domicilio, negocio y lugares de socialización que acostumbraba a frecuentar el italiano Luigi Benincasa, para darle la misión de fundar a Juventud Italiana, que contó con su vida jurídica desde el 2 de junio de 1960. Esto fue algo más de un año antes que se fundara la Aso–Manabí, seis meses antes de la entrega oficial del Estadio “Modelo” (hoy Jocay) y dos años antes de la fundación del Círculo de Periodistas Deportivos de Manabí (C.P.D.M.), siendo Juventud Italiana el mejor testigo de la formación de la trilogía de oro del fútbol profesional en Manabí.
Así saltó a la palestra el primer presidente de Juventud Italiana, Luigi Benincasa, que debió cambiar la camiseta del Inter de Milán y de la Juventus de Italia para entregar todo para el nuevo club de sus amores, como lo fue también de todos los demás presidentes, que de la misma forma y entrega asumieron la responsabilidad de darle brillo propio a Juventud Italiana. Así aconteció con la presidencia de Hugo Vera Rodríguez, Luis Antonio Cobos Mieles, José “Pepe” Castillo, José “Zorro” Somoza, Hugo Andrade Larrea, Luis Alfredo Mera Sornoza, y el actual Jorge René Mera Chávez (también se dieron varios interinazgos). Éste siempre fue, es y será un grupo humano que, rodeado de decenas de amigos y patrocinadores (incluyendo al gran constructor de Manta, Giovanni Pantalone), llevan el barco en la misma dirección de progreso para Juventud Italiana y sus pioneros-socios de ayer y hoy, quienes pusieron y ponen esfuerzo, tenacidad y sacrificio (como aconteció con Pantalone, todo un imperio de constructoras viales y edilicias de alto nivel que siempre acudió a proteger a la causa deportiva de Manta y su región de influencia). Sin aquellos legionarios de real hombría de bien común, habría otra historia que contar.
Para no cometer injusticias al quitar o poner nombres y/o apellidos de jugadores, entrenadores y asistentes técnicos que han hecho historia junto a Juventud Italiana, habrá que señalar que “el progreso no tiene rostro ni nombre propio”; simplemente es el compendio de personas que no sólo están en la historia del equipo, sino que hicieron su historia con sobra de merecimientos y con valioso aporte en cada episodio y circunstancia del plantel en su actividad plena de más de diez años de torneos nacionales de fútbol y participaciones en varios Congresos Anuales de Fútbol (teniendo como punto cumbre la participación de Juventud Italiana en los Campeonatos Nacionales de 1964 y 1971).
Acuden apellidos de varios formatos pero con una misma idea para engrandecer como un puño cerrado a su querido equipo, entre nacionales y extranjeros, incluso con la existencia de varios hermanos del mismo apellido que llegaron a crear verdaderos “clanes” en el fútbol nuestro y nacional: Maydana, Bailón, Ponce de León, Botto, Lencina, Vera Chacón, Avallay, Hernaez, Bello, Cordero, Maldonado, Rojas, Ferreira, Martínez, Sousa, Sornoza, Pico, Rubens, Molina, Vélez, Flores, Sion, Nieto, Mendoza, Peláez, Ozaeta, Castillo, Rivas, Chiriboga, Jiménez, Cobos, Herrera, Ortega, Vílchez, Moreno, Parraga, Franco, Aguirre, Rivadeneira, Freire, Kaviedes, Alcivar, Delgado Mena, Márquez, Andrade, Hanze, León, Cedeño, Cassis, Echeverría, González, Ponce, Murillo, Bravo, Zambrano, Pincay, Roldan, Rivera, los hermanos Párraga, Pico, Mera, sin descartar la posibilidad de no haber puesto en la interminable lista de ilustres a otros que se escapan de la frágil memoria humana, que a veces, sin ninguna mala intención causa revuelos con el fatídico olvido.
Espacio especial merece el navegante de Veracruz que ancló en Manta y se quedó para siempre, Alfredo Vera Rosas, (apodado con mucho respeto y aprecio como "Chico México"), que vibró junto a su "campana" (cuya estructura fue de aro de neumático y una varilla de hierro fundido), que con la maestría y corazón sonaba con acordes especiales y simpáticos en las gradas de los estadios en los que se presentaron no sólo Juventud Italiana sino todos los equipos de Manta dentro y fuera de su patio.

## Datos del club
- Puesto histórico: 42.º (43.º según la RSSSF)[4]
- Temporadas en Serie A: 2 (1964, 1971).[5]
- Temporadas en Serie B: 2 (1971-1972).[5]
- Temporadas en Segunda Categoría: 43 (1967-1970, 1973-1997, 2006-2011, 2015, 2017-2019, 2022-presente).
- Mejor puesto en la liga: 5.º (1964).[6]
- Peor puesto en la liga: 6.º (Octagonal del No Descenso de 1971 y Serie B 1971).
- Mayor goleada a favor en torneos nacionales:
  - 5 - 1 contra Politécnico (1971).[7]
- Mayor goleada en contra en torneos nacionales:
  - 8 - 0 contra Politécnico (1971).[7]
- Máximo goleador histórico:
- Máximo goleador en torneos nacionales:
- Primer partido en torneos nacionales:

## Palmarés

### Torneos nacionales
| Competición                        | Títulos | Subcampeonatos |
| ---------------------------------- | ------- | -------------- |
| Segunda Categoría de Ecuador (0/1) |         | 1981.          |

### Torneos provinciales
| Competición                          | Títulos           | Subcampeonatos                   |
| ------------------------------------ | ----------------- | -------------------------------- |
| Campeonato de Fútbol de Manabí (2/1) | 1962, 1965.       | 1964.                            |
| Segunda Categoría de Manabí (3/4)    | 1970, 1979, 1981. | 1984, 1989, 2019, 2023. (Récord) |

## Plantilla
Plantilla 2024